# Voltziales
Voltziales var en klasse af primitive og uddøde nåletræer, der forekom i sen Kultid til tidlig Jura (295 - 200 millioner år siden). Træerne var overvejende 2-3 m høje og havde en vis lighed med træer fra Abeskræk-familien.